# Joan Ferrando (músic)
Joan Ferrando (?-  1531/1532) fou un organista i orguener català.
Fou organista i orguener- ambdues funcions eren inseparables en aquella època- i possessor d’una capellania a la Seu de Girona fins l'1 de juny de 1496, data en què el substituí Narcis Campins. Posteriorment, el 10 de novembre de 1496 ocupà la plaça d'organista de la catedral gironina, càrrec que mantingué fins al 1525, en què el succeí Joan Castelló.
El 1499 construí un orgue per la parròquia de Sant Vicenç de Besalú i al 1505, un altre de dimensions mitjanes que el va situà a la paret meridional del temple de la catedral gironina; aquest era el mateix orgue que l’any 1541 Pierres Bordons amplià i emplaçà a la part superior de la capella de Sant Joan.
L'última referencia de Ferrando data del 27 de gener de 1532.
Malgrat la desconeixença que hi ha sobre la vida d’aquest autor, es sap que fou considerat pels seus contemporanis, per exemple, per Pau Rossell, com un mestre expert en l’art de polsar.